# Notochaetosoma cryptocephalum
Notochaetosoma cryptocephalum är en rundmaskart som beskrevs av Irwin-smith 1918. Notochaetosoma cryptocephalum ingår i släktet Notochaetosoma och familjen Draconematidae. Inga underarter finns listade i Catalogue of Life.